# Todd Harvey
Todd Douglas Ross Harvey, född 17 februari 1975, är en kanadensisk före detta professionell ishockeyforward som tillbringade elva säsonger i den nordamerikanska ishockeyligan National Hockey League (NHL), där han spelade för Dallas Stars, New York Rangers och San Jose Sharks. Han producerade 223 poäng (91 mål och 132 assists) samt drog på sig 950 utvisningsminuter på 671 grundspelsmatcher. Harvey spelade också för Cleveland Barons i American Hockey League (AHL); Michigan K-Wings i International Hockey League (IHL) samt Detroit Compuware Ambassadors och Detroit Junior Red Wings i Ontario Hockey League (OHL).
Han draftades av Dallas Stars i första rundan i 1993 års draft som nionde spelare totalt.
Efter den aktiva spelarkarriären har Harvey arbetat bland annat som assisterande tränare för Guelph Storm (OHL) och amatörscout för Vancouver Canucks (NHL).

## Statistik
| 1989–1990  | Cambridge Winter Hawks        | MWJHL      | 41  | 35  | 27  | 62  | 213 | —  | —  | —  | —  | —  |
| 1990–1991  | Cambridge Winter Hawks        | MWJHL      | 35  | 32  | 39  | 71  | 174 | —  | —  | —  | —  | —  |
| 1991–1992  | Detroit Compuware Ambassadors | OHL        | 58  | 21  | 43  | 64  | 141 | 7  | 3  | 5  | 8  | 30 |
| 1992–1993  | Detroit Junior Red Wings      | OHL        | 55  | 50  | 50  | 100 | 83  | 15 | 9  | 12 | 21 | 39 |
| 1993–1994  | Detroit Junior Red Wings      | OHL        | 49  | 34  | 51  | 85  | 75  | 17 | 10 | 12 | 22 | 26 |
| 1994–1995  | Dallas Stars                  | NHL        | 40  | 11  | 9   | 20  | 67  | 5  | 0  | 0  | 0  | 8  |
|            | Detroit Junior Red Wings      | OHL        | 11  | 8   | 14  | 22  | 12  | —  | —  | —  | —  | —  |
| 1995–1996  | Dallas Stars                  | NHL        | 69  | 9   | 20  | 29  | 136 | —  | —  | —  | —  | —  |
|            | Michigan K-Wings              | IHL        | 5   | 1   | 3   | 4   | 8   | —  | —  | —  | —  | —  |
| 1996–1997  | Dallas Stars                  | NHL        | 71  | 9   | 22  | 31  | 142 | 7  | 0  | 1  | 1  | 10 |
| 1997–1998  | Dallas Stars                  | NHL        | 59  | 9   | 10  | 19  | 104 | —  | —  | —  | —  | —  |
| 1998–1999  | New York Rangers              | NHL        | 37  | 11  | 17  | 28  | 72  | —  | —  | —  | —  | —  |
| 1999–2000  | New York Rangers              | NHL        | 31  | 3   | 3   | 6   | 62  | —  | —  | —  | —  | —  |
|            | San Jose Sharks               | NHL        | 40  | 8   | 4   | 12  | 78  | 12 | 1  | 0  | 1  | 8  |
| 2000–2001  | San Jose Sharks               | NHL        | 69  | 10  | 11  | 21  | 72  | 6  | 0  | 0  | 0  | 8  |
| 2001–2002  | San Jose Sharks               | NHL        | 69  | 9   | 13  | 22  | 73  | 12 | 0  | 2  | 2  | 12 |
| 2002–2003  | San Jose Sharks               | NHL        | 76  | 3   | 16  | 19  | 74  | —  | —  | —  | —  | —  |
| 2003–2004  | San Jose Sharks               | NHL        | 47  | 4   | 5   | 9   | 38  | 16 | 1  | 2  | 3  | 2  |
|            | Cleveland Barons              | AHL        | 13  | 6   | 1   | 7   | 29  | —  | —  | —  | —  | —  |
| 2004–2005  | Cambridge Hornets             | MLH        | 16  | 9   | 15  | 24  | 31  | —  | —  | —  | —  | —  |
| 2005–2006  | Edmonton Oilers               | NHL        | 63  | 5   | 2   | 7   | 32  | 10 | 1  | 1  | 2  | 4  |
| 2006–2007  | Dundas Real McCoys            | MLH        | 1   | 1   | 0   | 1   | 0   | —  | —  | —  | —  | —  |
| 2007–2008  | Dundas Real McCoys            | MLH        | 23  | 12  | 14  | 26  | 66  | 9  | 3  | 8  | 11 | 10 |
| NHL totalt | NHL totalt                    | NHL totalt | 671 | 91  | 132 | 223 | 950 | 68 | 3  | 6  | 9  | 52 |
| OHL totalt | OHL totalt                    | OHL totalt | 173 | 113 | 158 | 271 | 311 | 39 | 22 | 29 | 51 | 95 |

MLH = Major League Hockey

### Internationellt
| Källa:        | Källa:        | Källa:        |         | Utv = Utvisningsminuter | Utv = Utvisningsminuter | Utv = Utvisningsminuter | Utv = Utvisningsminuter | Utv = Utvisningsminuter |
| År            | Lag           | Mästerskap    | Matcher | Mål                     | Assists                 | Poäng                   | Utv                     |                         |
| ------------- | ------------- | ------------- | ------- | ----------------------- | ----------------------- | ----------------------- | ----------------------- | ----------------------- |
| 1994          | Kanada        | JVM           | 7       | 4                       | 3                       | 7                       | 6                       |                         |
| 1995          | Kanada        | JVM           | 7       | 6                       | 0                       | 6                       | 4                       |                         |
| Junior totalt | Junior totalt | Junior totalt | 14      | 10                      | 3                       | 13                      | 10                      |                         |